# Cocteau-Kabinett
Das Cocteau-Kabinett war ein privates Museum in der Schweizer Stadt Basel und widmete sich alleine dem Künstler Jean Cocteau. Es existierte bis 2005.
Cocteau war ein sehr vielseitiger Vertreter der Avantgarde und wurde als Lyriker, Romancier, Dramatiker, Essayist, Zeichner und Filmemacher weltbekannt. Das Museum präsentierte Bücher, Autographen, Zeichnungen, Glas und Keramik aus seinem Leben und Schaffen.